# Urawa Red Diamonds Ladies
Pour le club de football masculin, voir Urawa Red Diamonds.
Maillots
L'Urawa Red Diamonds Ladies (浦和レッドダイヤモンズ・レディース) est une équipe japonaise de football féminin, affiliée au club de l'Urawa Red Diamonds. Le club est basé à Saitama. Son nom vient du logo de leur propriétaire, la multinationale Mitsubishi, dont le nom signifie « 3 diamants » (qu'on retrouve d'ailleurs sur leur logo), et de l'ancien nom de la ville de Saitama, « Urawa ». L'équipe évolue au Urawa Komaba Stadium.

## Repères historiques
- 1998 : fondation du club sous le nom de Urawa Reinas Football Club
- 2002 : le club est renommé Saitama Reinas Football Club
- 2002 : le club est renommé Urawa Red Diamonds Ladies

## Histoire
En 1998, les Urawa Diamonds prennent la suite du Mitsubishi Heavy Industries Ladies FC, l'équipe de l'entreprise Mitsubishi, qui évoluait en L-League, le championnat féminin de l'époque.
Le club remporte le championnat en 2004, en 2009 (avec la future joueuse lyonnaise Saki Kumagai) puis en 2014.
Lors de la saison 2020, emmenées par Yuika Sugasawa qui termine meilleure buteuse avec 17 réalisations, les Urawa Red Diamonds remportent la Nadeshiko League, mettant fin à la domination du quintuple champion en titre, le NTV Beleza. Les Reds perdent face à ce même adversaire en finale de la coupe de l'impératrice (4-3).
Pour le tout premier match de la nouvelle ligue professionnelle, la WE-League, en 2021, Urawa domine le Beleza 2-1.
En 2022, Urawa remporte la coupe de l'impératrice grâce à un but de Sugasawa en finale face au JEF United. En finale de la coupe de la ligue, Urawa remonte un retard de trois buts pour s'imposer aux tirs au but face au Beleza (3-3, 4-2) et s'offrir un doublé de coupes. En championnat par contre, les Reds terminent deuxièmes derrière les Kobe Leonessa, malgré 14 buts de leur star Sugasawa qui termine encore meilleure buteuse.
Les joueuses de Saitama prennent leur revanche la saison suivante et décrochent le titre en championnat, emmenées par leur vétérane Kozue Andō, qui est nommée meilleure joueuse.
Lors du championnat des clubs de l'AFC 2023-2024, les Urawa Red Diamonds survolent leur groupe et remportent trois victoires en autant de matches, pour 20 buts inscrits face au Gokulam Kerala, au Bangkok FC et à Hualien. Elles s'imposent en finale contre les Coréennes du Hyundai Steel Red Angels.

## Palmarès
- Championnat féminin des clubs de l'AFC
  - Vainqueur : 2023

- Championnat du Japon
  - Champion : 2004, 2009, 2014, 2020, 2023, 2024
  - Vice-champion : 2006, 2010, 2019, 2022

- Coupe du Japon
  - Vainqueur : 2022
  - Finaliste : 2009, 2010, 2014, 2019, 2020

- Coupe de la Ligue japonaise
  - Vainqueur : 2022
  - Finaliste : 2007, 2010 et 2017

## Personnalités

### Anciennes joueuses notables
- Saki Kumagai
- Moeka Minami
- Ami Ōtaki
- Nozomi Yamago
- Kyoko Yano